# Велвендо
Велвендо̀ (на гръцки: Βελβεντό или Βελβεντός, Βελβενδός, Велвендос) е малък град в Република Гърция, център на дем Велвендо в област Западна Македония.

## География
Велвендо е разположен на 420 m надморска височина, на 40 километра югоизточно от град Кожани, на десния бряг на големия язовир на река Бистрица (Алиакмонас), в подножието на планината Фламбуро (Пиерия). Между Велвендо и село Катафиги е разположен Велвендският манастир „Света Троица“.

## История

### Средновековие
Разположените на входа на градчето църкви „Свети Мина“ и „Свети Николай“ са средновековни – първата е от края на XII – началото на XIII век, а втората от XIV век.

### В Османската империя
В 1528 година Велвендо има 651 домакинства с 2930 жители.
Енорийската църква „Успение Богородично“ е от 1807 година.
Александър Синве („Les Grecs de l’Empire Ottoman. Etude Statistique et Ethnographique“), който се основава на гръцки данни, в 1878 година пише, че във Велвендон (Velvendon) живеят 3020 гърци.
На етническата карта на Македония на Васил Кънчов („Македония. Етнография и статистика“) Волвендо (Volvendo) е представено като гръцко-турско село. Според него в градчето освен гърците живеят 300 турци.
На Етнографската карта на Битолския вилает на Картографския институт в София от 1901 година Велвендо е смесено гръцко-турско село в Серфидженската каза на Серфидженския санджак с 546 къщи.
Според статистика на Серфидженския санджак на гръцкото консулство в Еласона от 1904 година във Велвендо, Серфидженска каза, живеят 100 турци.

### В Гърция
През октомври 1912 година, по време на Балканската война, в града влизат гръцки част и след Междусъюзническата война в 1913 година Велвендо остава в Гърция. В 1923 година в градчето са заселени гърци бежанци. В 1928 година Велвендо е смесено местно-бежанско селище с 10 бежански семейства и 41 жители бежанци.
| Име      | Име        | Ново име   | Ново име   | Описание                                             |
| -------- | ---------- | ---------- | ---------- | ---------------------------------------------------- |
| Търнар   | Ταρνάρ     | Гликовриси | Γλυκόβρυση |                                                      |
| Бурондза | Μπουροντζα | Алмири     | Αλμυρή     | местност на З от Велвендо по десния бряг на Бистрица |
| Пруцово  | Προύτσοβο  | Дектис     | Δέκτης     | местност на З от Велвендо по десния бряг на Бистрица |

| Година    | 1913 | 1920 | 1928 | 1940 | 1951 | 1961 | 1971 | 1981 | 1991 | 2001 | 2011 | 2021 |
| --------- | ---- | ---- | ---- | ---- | ---- | ---- | ---- | ---- | ---- | ---- | ---- | ---- |
| Население | 3691 | 3041 | 3244 | 3614 | 3573 | 4158 | 4063 | 3591 | 3577 | 3437 | 3360 | 2913 |

## Църкви
- „Свети Антоний“, църква построена в 1967 година на 200 m северно от унищожения от Ксиролакас на 17 април 1967 година византийски храм. Старата църква е представлявала гробищна базилика с нартекс, женска църква, амвон и резбован иконостас. Сред спасените икони има една от 1664 година. В 1946 – 1947 година гробищата са преместени при църквата „Свети Димитър“[15]
- „Свети Апостоли“, възрожденска църква от 1867 година
- „Свети Атанасий“, църква построена на панорамно място на пътя за Палеограцано в 1920 година върху по-стар храм, споменат в стар миней от Велвендо като изграден в 1607 година[16]
- „Свети Архангели Михаил и Гавриил“, построена през 1980 година в местността Керасиес[17]
- „Свети Безсребреници“, строежът започва в 1922 и завършва в 1925 година. Архитектът Тисиос Цицфикис загива при строителните работи. Интериорът е дело на Николаос Бахцес и Н. Фкярас (Караянис). Църквата има притвор, женска църква и владишки трон[18]
- „Света Богородица Ксеспирица“, църква на запад от Велвендо, разширена и обновена в 60-те и 70-те години на XX век, има седем икони от около 1730 година[19]
- „Света Варвара“, параклис без дата, построен в горната част на селото, в непосредствена близост до мелницата. През 1970 е ремонтирана и е добавен притвор.[20]
- „Свети Василий“, църква построена в края на XIX век, разширена в 1966 година.[21]
- „Свети Георги“, средновековна църква на десния бряг на Ксиролакас[22]
- „Свети Георги“, средновековна църква в Грачани[23]
- „Свети Димитър“, средновековна църква в Грачани[24]
- „Свети Димитър“, гробищна църква, започната в 1973 и завършена в 1976 година, до нея е запазена и старата църква[25]
- „Свети Димитър“ във Фонца, малка църква от средата на ΧΙΧ век, изгоряла при пожар в 1952 година и възстановена и разширена в 1959 година. Три стари икони от храма се пазят в енорийската църква на градчето[26]
- „Свети Дионисий Олимпийски“, втората енорийска църква на градчето, построена за бежанците от Палеограцано, Катафиги и Агия Кириаки, изгорени от германските окупатори в 1943 година[27]
- „Свети Дух“, построена през 20-те години на XX век. В 1987 година е изработен иконостасът[28]
- „Свети Евтимий“, църква от османско време, разположена в местността Краниес, по-късно реновирана[29]
- „Животворящ източник“[30]
- „Свети Зинон“, нова църква в местността Галановриси[31]
- „Свети Илия“. Построена е през османската епоха на гористия хълм Пиргос. Изписана е и е имала владишки трон, но е опожарена от германците през Втората световна война. Възстановена е в 1970 година[32]
- „Свети Илия“, известна като Катнос. Построена е през османската епоха. Ремонтирана в края на XX век.[33]
- „Свети Илия“, построена в 1933 година от американски емигранти[34]
- „Свети Йоан Колибар“, разположена на склон на Кабанос, близо до река Авузяни, изградена е в 1986 година върху напълно разрушен стар храм[35]
- „Свети Константин“, стара църква, разположена в местността Еклисиес (в превод Църкви) на десния бряг на Ксиролакас, обновена и разширена в 1990 година[36]
- „Света Параскева“, църква без дата, обновена в началото на XX век, разположена в местността Ай Пневмата на пътя за Скепасмено[37]
- „Свети Апостол Марк“, построена в 1971 – 1972 година[38]
- „Свети Меркурий“, стара църква, разположена Амкуриос, отвъд Лафиста. До средата на XX век е гробишна църква. В 1962 година е ремонтирана, в 70-те години е построен нартекс, в 1993 – 1994 година е разширена и е подменен покрива, а в 1995 година е частично изписана. Две много стари икони от храма се пазят в централната църква[39]
- „Свети Меркурий и Екатерина“, църква от 30-те, разширена през 70-те години на XX век. В 1995 година е построен притвор. В храма се пазят три икони от 1847 година[40]
- „Свети Мина“, средновековна църква от XII – XIII век
- „Свети Некратий“, църква, разположена в местността Кариес и изградена в 1968 година[41]
- „Свети Нестор“, църква, построена в 20-те или 30-те години на XX век, североизточно от Ай Марко[42]
- „Свети Николай“, средновековна църква от XVI век
- „Свети Николай“, средновековна църква в Байко
- „Свети Николай“ в Като Брава от 1910 – 1912 година. В 1996 – 1997 година са проведени археологически разкопки на елинистическото селище в Като Брава от III–II век пр. Хр.[43]
- „Свети Пантелеймон“, малка, ниска църква от османско време, изградена между метоха и „Свети Илия“, ремонтирана в 1986 година[44]
- „Света Параскева“, средновековна църква при изворите на Авузяни[45]
- „Света Параскева“, възрожденска църква в Плакес[46]
- „Света Параскева“, открита църква с покрив, разположена североизточно от Велвендо, на 800 m височина в Камбуница. В непосредствена близост до църквата има руини от крепост от III век, реконструиран в V от Юстинан Велики[47]
- „Свето Преображение Господне“, в местността Камбания, разширена в 1970 година[48]
- „Свети Прокопий“, църква, построена в 1915 година в местността Батания, в 1960 година е разширена с нартекс и е сменен покривът[49]
- „Свети Рафаил“, малка, еднокорабна базилика, построена в 1994 година в източната махала Бацко[50]
- „Рождение на Свети Йоан Предтеча“, построена върху руините на по-стар храм[51]
- „Свети Сава“, построена през 1967 година[52]
- „Свети Стилиан“, построена от 1985 до 1992 година на пътя за Кожани[53]
- „Св. св. Теодор Тирон и Теодор Стратилат“, базилика с купол, построена в 1923 година. Иконостасът е изписан от Н. Бахцес в 1935 година. Иконостасната икона на Свети Спиридон вляво е дело на Харисиос Цукарданис от 1936 година. Иконостасната икона на светците покровители всясно също е стара. В 1987 година е добавен притвор[54]
- „Света Троица“, възрожденска църква, построена около 1870 година[55]
- „Свети Харалампий“, кръстокуполен храм, започнат в 1996 година край платановата горичка на Авузяни[56]
- „Свети Христофор“, църква в едноименната местност на един хълм над равнината, разширена и обновена в 1970 година[57]
- „Успение Богородично“, главна енорийска църква от 1807 година

## Личности
Родени във Велвендо
- Антониос Ригас, гръцки андартски деец, четник, взел участие в нападението над българските костурски села Гръче и Жупанища под командването на капитан Лахтарас[58]
- Георгиос Папазисис (1833 – 1895), гръцки военен лекар и революционер
- Димитриос Бирдас (1800 - 1852), гръцки лекар и учител
- Захарий Китроски, гръцки духовник
- Зинон Зорзовилис (1921 – 1997), гръцки политик, комунист
- Зинон Папанастасиу (1868 – 1935), гръцки бизнесмен и благотворител
- Йоанис Антониадис (1882 – 1952), гръцки поет[59]
- Маркос Паламидис, гръцки лекар и андартски деец, действал в подкрепа на гръцката църква в Скопие, Косовския вилает, агент от I ред[58]
- Стаматиос Клеантис (1802 – 1862), виден гръцки архитект
- Харисиос Папамарку (1844 – 1906), гръцки просветен деец
- Харисиос, гръцки андартски деец, вероятно четник, изгорен жив от български четници[58]